# Coupe des confédérations 2009
Navigation
Allemagne 2005 Brésil 2013
L’édition 2009 de la Coupe des confédérations se déroule en Afrique du Sud du 14 au 28 juin 2009. Il s'agit de l'une des trois compétitions internationales sur le plan mondial avec la Coupe du monde et le Tournoi olympique. Elle est organisée par la Fédération internationale de football association (FIFA) et elle met aux prises des sélections nationales tous les quatre ans.
Les sélections nationales sont qualifiées en tant que tenant de titre d'une compétition continentale (Brésil, Égypte, Espagne, États-Unis, Irak et Nouvelle-Zélande) ou du titre mondial (Italie) et enfin pays-hôte de la compétition (Afrique du Sud).
Le tournoi fait figure de répétition générale pour les organisateurs de la Coupe du monde de football de 2010, qui s'est déroulée également en Afrique du Sud.
Le Brésil remporte sa deuxième Coupe des confédérations d'affilée après 2005 et sa troisième au total.

## Préparation de l'événement

### Sites de la compétition
Les seize rencontres de la Coupe des confédérations se déroulent dans quatre stades sud-africains. Il s'agit de l'Ellis Park Stadium à Johannesbourg, du Loftus Versfeld Stadium à Pretoria, du Free State Stadium à Bloemfontein et du Royal Bafokeng Stadium à Rustenburg.
Initialement, il était également prévu de faire disputer des matchs du tournoi dans un cinquième stade, le Nelson Mandela Bay Stadium à Port Elizabeth. Le retrait de ce stade est dû à des retards dans sa construction. Au moment de l'annonce en juillet 2008 de ces retards, le secrétaire général de la FIFA déclare qu'« il y a eu un feu rouge de décrété » pour l'utilisation du stade de Port Elizabeth à la Coupe des confédérations. Quant aux travaux dans les autres stades, il déclare en outre qu'il « n'y a pas d'autre feu rouge, tout est à l'orange ou au vert », confirmant ainsi la tenue du tournoi dans les quatre autres stades.

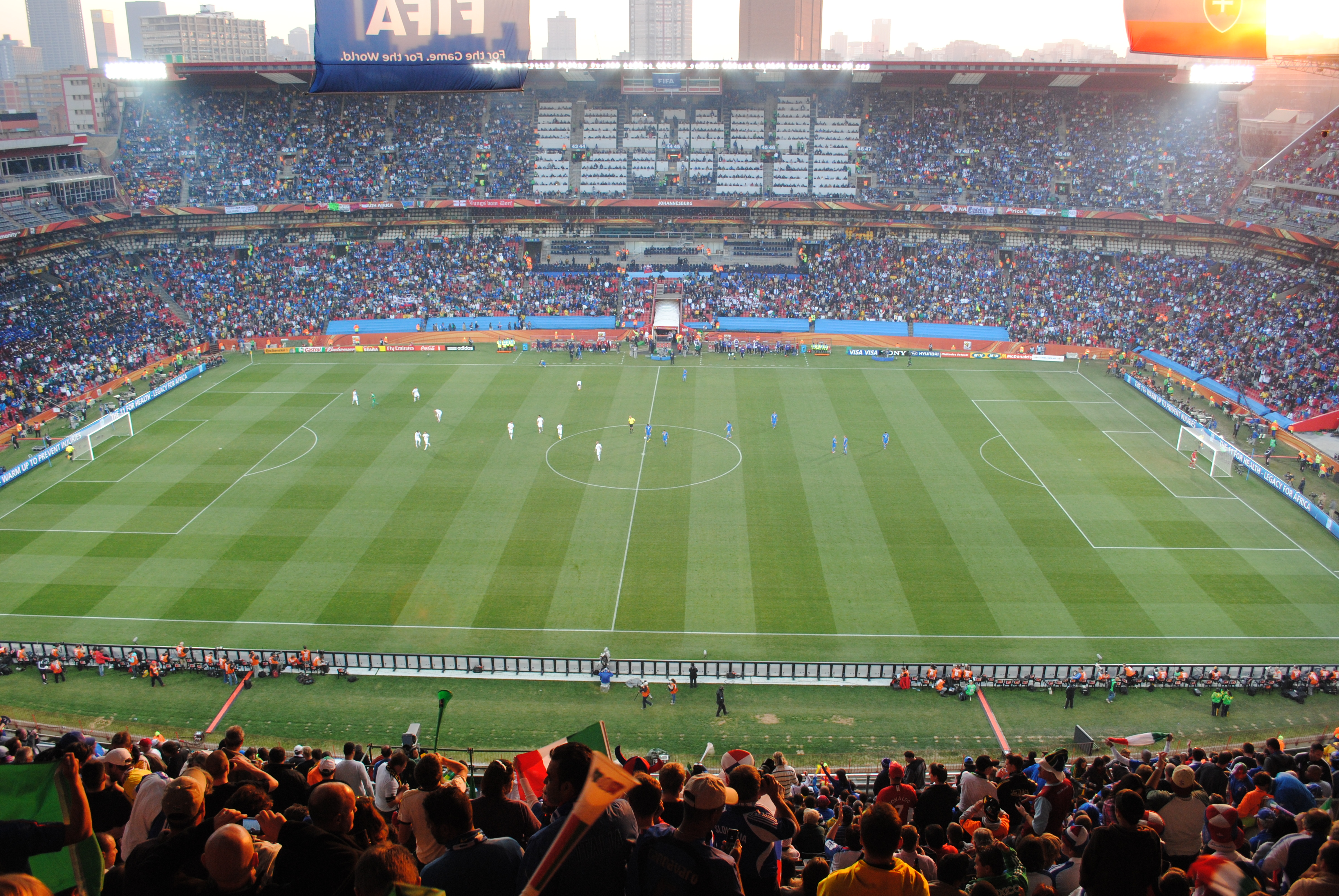
Ellis Park Stadium, Johannesbourg
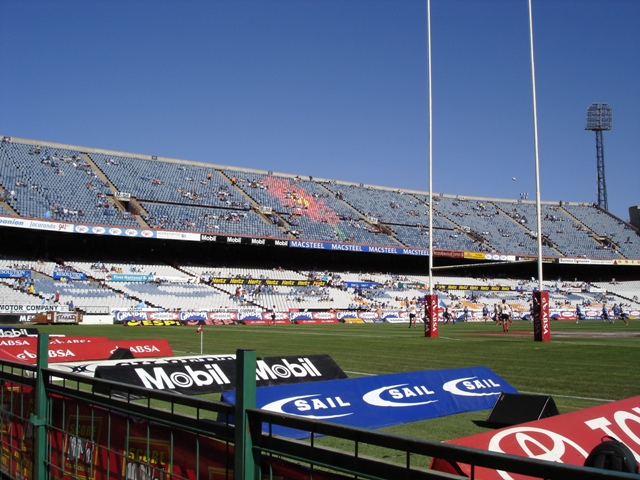
Loftus Versfeld Stadium, Pretoria

| \| Johannesburg Pretoria Bloemfontein Rustenburg Port Elizabeth (retiré) \| Sites de la Coupe des confédérations 2009 |
| Johannesburg Pretoria Bloemfontein Rustenburg Port Elizabeth (retiré)                                                 |

## Acteurs

### Équipes participantes
- Afrique du Sud : pays organisateur.
- Brésil : vainqueur de la Copa América 2007 et tenant du titre.
- Égypte : vainqueur de la Coupe d'Afrique des nations 2008.
- Espagne : vainqueur de l'Euro 2008.
- États-Unis : vainqueur de la Gold Cup 2007.
- Irak : vainqueur de la Coupe d'Asie 2007.
- Nouvelle-Zélande : vainqueur de la Coupe d'Océanie 2008.
- Italie : vainqueur de la Coupe du monde 2006.

La carte suivante représente les nations qualifiées dans les différentes confédérations continentales :

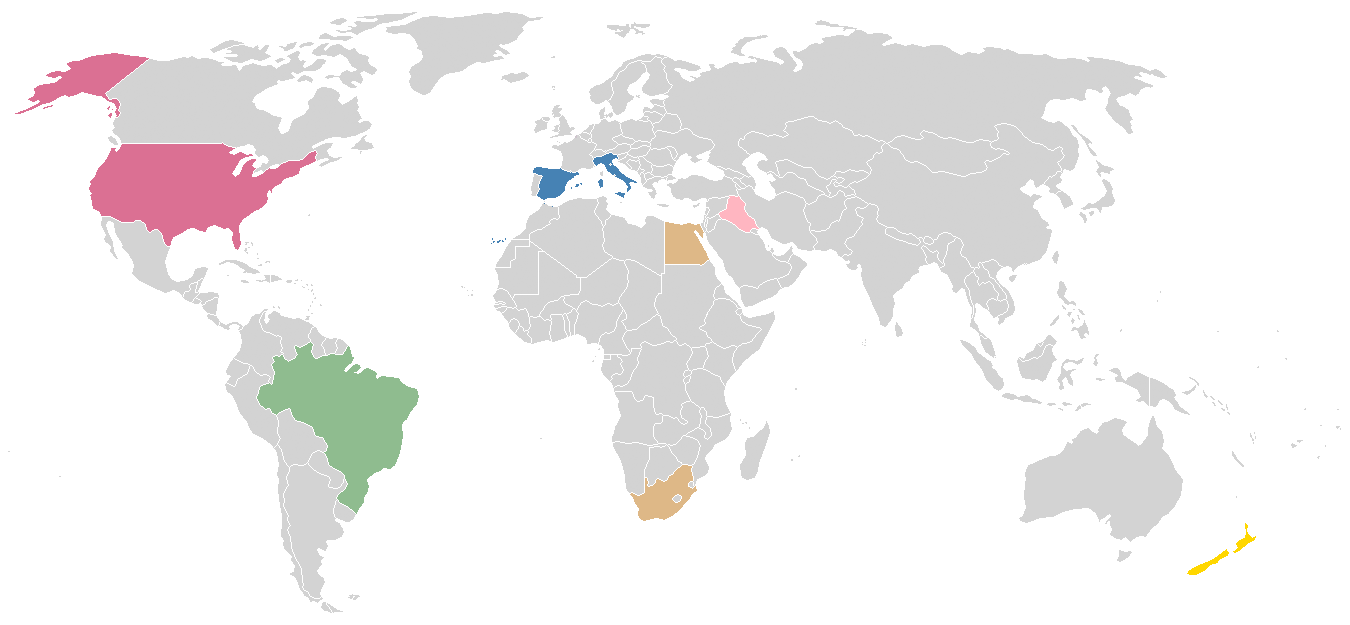
Équipes qualifiées pour la compétition, par confédération :
Amérique du Nord (CONCACAF)
États-Unis
Amérique du Sud (CONMEBOL)
Brésil
Europe (UEFA)
Espagne et Italie
Afrique (CAF)
Afrique du Sud et Égypte
Asie (AFC)
Irak
Océanie (OFC)
Nouvelle-Zélande

- Amérique du Nord (CONCACAF)
      États-Unis
- Amérique du Sud (CONMEBOL)
      Brésil
- Europe (UEFA)
      Espagne et Italie
- Afrique (CAF)
      Afrique du Sud et Égypte
- Asie (AFC)
      Irak
- Océanie (OFC)
      Nouvelle-Zélande

### Arbitres
Dix arbitres sont désignés par la FIFA le 5 mai 2009 pour diriger les rencontres de la Coupe des confédérations 2009. Un arbitre de réserve est également nommé. Les arbitres et leurs assistants respectifs proviennent de toutes les six confédérations de football. Deux des dix arbitres désignés, le Guatémaltèque Carlos Batres et le Paraguayen Carlos Amarilla, se blessent avant le début de la compétition et sont remplacés avec leurs assistants par deux trios d'arbitrage constitués autour du Mexicain Benito Archundia et du Chilien Pablo Pozo.
Les tableaux suivants listent les dix arbitres titulaires et l'arbitre remplaçant, leur confédération d'origine et leurs deux assistants respectifs. La nationalité des assistants n'est indiquée que si elle diffère de celle de l'arbitre principal.
| Confédération                                     | Arbitre          | Assistant 1       | Assistant 2        |
| ------------------------------------------------- | ---------------- | ----------------- | ------------------ |
| Afrique (CAF)                                     | Coffi Codjia     | Komi Konyoh       | Alexis Fassinou    |
| Amérique du Nord, centrale et Caraïbes (CONCACAF) | Benito Archundia | Marvin Torrentera | Héctor Vergara     |
| Amérique du Sud (CONMEBOL)                        | Jorge Larrionda  | Pablo Fandino     | Mauricio Espinosa  |
| Amérique du Sud (CONMEBOL)                        | Pablo Pozo       | Patricio Basualto | Francisco Mondria  |
| Asie (AFC)                                        | Matthew Breeze   | Matthew Cream     | Ben Wilson         |
| Europe (UEFA)                                     | Massimo Busacca  | Matthias Arnet    | Francesco Buragina |
| Europe (UEFA)                                     | Martin Hansson   | Henrik Andren     | Fredrik Nilsson    |
| Europe (UEFA)                                     | Howard Webb      | Michael Mullarkey | Peter Kirkup       |
| Océanie (OFC)                                     | Michael Hester   | Jan-Hendrik Hintz | Mark Rule          |

| Confédération | Arbitre      | Assistant 1        | Assistant 2    |
| ------------- | ------------ | ------------------ | -------------- |
| Afrique (CAF) | Eddy Maillet | Evarist Menkouande | Bechir Hassani |

## Déroulement du tournoi

### Format et tirage au sort
| Rang | Nation           | Points |
| ---- | ---------------- | ------ |
| 1    | Espagne          | 1643   |
| 2    | Italie           | 1365   |
| 4    | Brésil           | 1280   |
| 21   | États-Unis       | 861    |
| 22   | Égypte           | 860    |
| 54   | Nouvelle-Zélande | 584    |
| 77   | Irak             | 443    |
| 85   | Afrique du Sud   | 411    |

Le tirage au sort des groupes a lieu le 22 novembre 2008 à 16 heures (heure locale) au Sandton Convention Centre à Johannesbourg. Les huit équipes sont partagées en deux pots. L'Afrique du Sud est placée dans le pot 1 en tant que pays hôte de la compétition. Ce premier pot comprend également, parmi les sept autres sélections, les trois meilleures au Classement mondial de la FIFA d'octobre 2008 : l'Espagne, l'Italie et le Brésil.
- Pot 1 : Afrique du Sud, Brésil, Espagne, Italie.
- Pot 2 : Égypte, États-Unis, Irak, Nouvelle-Zélande.

Les équipes du premier pot sont considérées comme têtes de série. Deux d'entre elles sont versées dans le groupe A et les deux autres dans le groupe B. Chaque groupe comprend aussi deux équipes du pot 2. Le tirage au sort est fait de sorte que deux sélections d'une même confédération, i.e. d'un même continent, ne peuvent pas se rencontrer lors de la phase de poules. Ainsi comme l'Afrique du Sud est automatiquement placée dans le groupe A, l'Égypte est affectée au groupe B. De même, il est prévu que les deux sélections européennes se retrouvent dans des groupes différents.
La répartition des groupes est la suivante :
- Groupe A : Afrique du Sud, Espagne, Irak, Nouvelle-Zélande.
- Groupe B : Brésil, Italie, Égypte, États-Unis.

### Premier tour

#### Groupe A

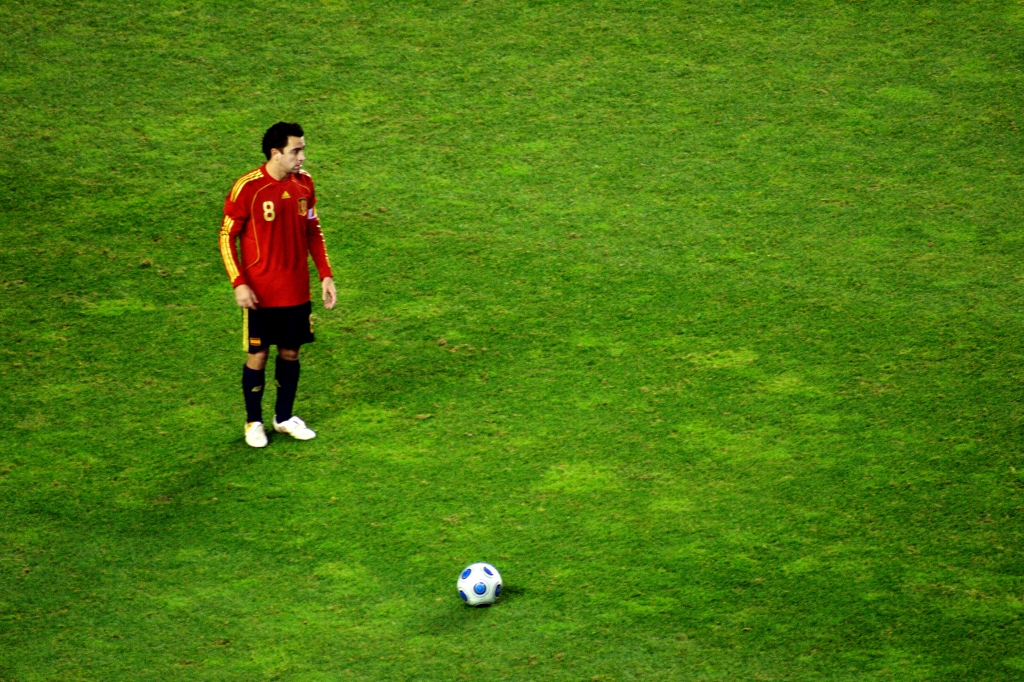
Le milieu de terrain espagnol Xavi.

Sur un petit nuage depuis sa victoire à l'Euro 2008, l'Espagne remporte ses trois matches et bat le record de victoires consécutives d'une sélection nationale (15 succès de rang). La deuxième place qualificative revient à l'Afrique du Sud tandis que l'Irak et la Nouvelle-Zélande sortent de la compétition sans avoir marqué le moindre but.
| Rang | Équipe           | Pts | J | G | N | P | Bp | Bc | Diff |  | Résultats (▼ dom., ► ext.) |  |     |     |     |
| ---- | ---------------- | --- | - | - | - | - | -- | -- | ---- |  | -------------------------- |  | --- | --- | --- |
| 1    | Espagne          | 9   | 3 | 3 | 0 | 0 | 8  | 0  | +8   |  | Espagne                    |  | 2-0 | 1-0 | 5-0 |
| 2    | Afrique du Sud   | 4   | 3 | 1 | 1 | 1 | 2  | 2  | 0    |  | Afrique du Sud             |  |     | 0-0 | 2-0 |
| 3    | Irak             | 2   | 3 | 0 | 2 | 1 | 0  | 1  | -1   |  | Irak                       |  |     |     | 0-0 |
| 4    | Nouvelle-Zélande | 1   | 3 | 0 | 1 | 2 | 0  | 7  | -7   |  | Nouvelle-Zélande           |  |     |     |     |

     Équipe qualifiée ou victorieuse; Pts = points; J = joués; G = gagnés; N = nuls; P = perdus;

Bp = buts pour; Bc = buts contre; Diff = différence de buts
1re journée
| 14 juin 2009                      | Afrique du Sud | 0 - 0 | Irak | Ellis Park Stadium, Johannesbourg                |                                                  |
| 16:00 · Historique des rencontres |                |       |      | Spectateurs : 48 837 Arbitrage : Jorge Larrionda | Spectateurs : 48 837 Arbitrage : Jorge Larrionda |
| 16:00 · Historique des rencontres | (Rapport)      |       |      | Spectateurs : 48 837 Arbitrage : Jorge Larrionda | Spectateurs : 48 837 Arbitrage : Jorge Larrionda |

| 14 juin 2009                      | Nouvelle-Zélande | 0 - 5 | Espagne                                      | Royal Bafokeng Stadium, Rustenburg            |                                               |
| 20:30 · Historique des rencontres |                  |       | 6e 14e 17e Torres · 24e Fàbregas · 48e Villa | Spectateurs : 21 649 Arbitrage : Coffi Codjia | Spectateurs : 21 649 Arbitrage : Coffi Codjia |
| 20:30 · Historique des rencontres | (Rapport)        |       |                                              | Spectateurs : 21 649 Arbitrage : Coffi Codjia | Spectateurs : 21 649 Arbitrage : Coffi Codjia |

2e journée
| 17 juin 2009                      | Espagne   | 1 - 0 | Irak | Free State Stadium, Mangaung/Bloemfontein       |                                                 |
| 16:00 · Historique des rencontres | Villa 55e |       |      | Spectateurs : 30 512 Arbitrage : Matthew Breeze | Spectateurs : 30 512 Arbitrage : Matthew Breeze |
| 16:00 · Historique des rencontres | (Rapport) |       |      | Spectateurs : 30 512 Arbitrage : Matthew Breeze | Spectateurs : 30 512 Arbitrage : Matthew Breeze |

| 17 juin 2009                      | Afrique du Sud | 2 - 0 | Nouvelle-Zélande | Royal Bafokeng Stadium, Rustenburg                |                                                   |
| 20:00 · Historique des rencontres | Parker 21e 52e |       |                  | Spectateurs : 36 598 Arbitrage : Benito Archundia | Spectateurs : 36 598 Arbitrage : Benito Archundia |
| 20:00 · Historique des rencontres | (Rapport)      |       |                  | Spectateurs : 36 598 Arbitrage : Benito Archundia | Spectateurs : 36 598 Arbitrage : Benito Archundia |

3e journée
| 20 juin 2009                      | Irak      | 0 - 0 | Nouvelle-Zélande | Ellis Park Stadium, Johannesbourg            |                                              |
| 20:00 · Historique des rencontres |           |       |                  | Spectateurs : 23 295 Arbitrage : Howard Webb | Spectateurs : 23 295 Arbitrage : Howard Webb |
| 20:00 · Historique des rencontres | (Rapport) |       |                  | Spectateurs : 23 295 Arbitrage : Howard Webb | Spectateurs : 23 295 Arbitrage : Howard Webb |

| 20 juin 2009                      | Espagne                  | 2 - 0 | Afrique du Sud | Free State Stadium, Mangaung/Bloemfontein   |                                             |
| 20:00 · Historique des rencontres | Villa 52e · Llorente 72e |       |                | Spectateurs : 38 212 Arbitrage : Pablo Pozo | Spectateurs : 38 212 Arbitrage : Pablo Pozo |
| 20:00 · Historique des rencontres | (Rapport)                |       |                | Spectateurs : 38 212 Arbitrage : Pablo Pozo | Spectateurs : 38 212 Arbitrage : Pablo Pozo |

#### Groupe B

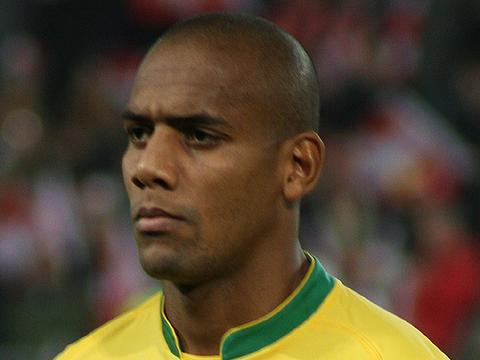
Maicon, homme du match États-Unis - Brésil.

Malgré des largesses défensives lors de son premier match contre l'Égypte, le Brésil fait le spectacle et remporte ses trois matches en marquant dix buts. L'Italie semble favorite après sa victoire (3-1) face aux États-Unis mais l'Égypte, déjà en vue contre le Brésil, crée ensuite la surprise en battant la Squadra Azzurra (1-0). La troisième journée offre un suspense incroyable au bout duquel les États-Unis réussissent à se qualifier, grâce à une meilleure attaque que l'Italie, après avoir perdu ses deux premiers matchs !
| Rang | Équipe     | Pts | J | G | N | P | Bp | Bc | Diff |  | Résultats (▼ dom., ► ext.) |  |     |     |     |
| ---- | ---------- | --- | - | - | - | - | -- | -- | ---- |  | -------------------------- |  | --- | --- | --- |
| 1    | Brésil     | 9   | 3 | 3 | 0 | 0 | 10 | 3  | +7   |  | Brésil                     |  | 3-0 | 3-0 | 4-3 |
| 2    | États-Unis | 3   | 3 | 1 | 0 | 2 | 4  | 6  | -2   |  | États-Unis                 |  |     | 1-3 | 3-0 |
| 3    | Italie     | 3   | 3 | 1 | 0 | 2 | 3  | 5  | -2   |  | Italie                     |  |     |     | 0-1 |
| 4    | Égypte     | 3   | 3 | 1 | 0 | 2 | 4  | 7  | -3   |  | Égypte                     |  |     |     |     |

     Équipe qualifiée ou victorieuse; Pts = points; J = joués; G = gagnés; N = nuls; P = perdus;

Bp = buts pour; Bc = buts contre; Diff = différence de buts
1re journée
| 15 juin 2009                      | Brésil                                           | 4 - 3 | Égypte                                       | Free State Stadium, Mangaung/Bloemfontein    |                                              |
| 16:00 · Historique des rencontres | Kaká 5e 90e (pen.) · Luís Fabiano 12e · Juan 37e |       | 9e 55e Zidan · 54e Shawky · 89e al-Muhammadi | Spectateurs : 27 851 Arbitrage : Howard Webb | Spectateurs : 27 851 Arbitrage : Howard Webb |
| 16:00 · Historique des rencontres | (Rapport)                                        |       |                                              | Spectateurs : 27 851 Arbitrage : Howard Webb | Spectateurs : 27 851 Arbitrage : Howard Webb |

| 15 juin 2009                      | États-Unis                    | 1 - 3 | Italie                         | Loftus Versfeld Stadium, Tshwane/Pretoria   |                                             |
| 20:00 · Historique des rencontres | Clark 33e · Donovan 41e (pen) |       | 59e 90+3e Rossi · 71e De Rossi | Spectateurs : 34 341 Arbitrage : Pablo Pozo | Spectateurs : 34 341 Arbitrage : Pablo Pozo |
| 20:00 · Historique des rencontres | (Rapport)                     |       |                                | Spectateurs : 34 341 Arbitrage : Pablo Pozo | Spectateurs : 34 341 Arbitrage : Pablo Pozo |

2e journée
| 18 juin 2009                      | États-Unis   | 0 - 3 | Brésil                             | Loftus Versfeld Stadium, Tshwane/Pretoria        |                                                  |
| 16:00 · Historique des rencontres | Kljestan 57e |       | 7e Melo · 20e Robinho · 62e Maicon | Spectateurs : 39 617 Arbitrage : Massimo Busacca | Spectateurs : 39 617 Arbitrage : Massimo Busacca |
| 16:00 · Historique des rencontres | (Rapport)    |       |                                    | Spectateurs : 39 617 Arbitrage : Massimo Busacca | Spectateurs : 39 617 Arbitrage : Massimo Busacca |

| 18 juin 2009                      | Égypte    | 1 - 0 | Italie | Ellis Park Stadium, Johannesbourg               |                                                 |
| 20:00 · Historique des rencontres | Homos 40e |       |        | Spectateurs : 52 150 Arbitrage : Martin Hansson | Spectateurs : 52 150 Arbitrage : Martin Hansson |
| 20:00 · Historique des rencontres | (Rapport) |       |        | Spectateurs : 52 150 Arbitrage : Martin Hansson | Spectateurs : 52 150 Arbitrage : Martin Hansson |

3e journée
| 21 juin 2009                      | Italie    | 0 - 3 | Brésil                                   | Loftus Versfeld Stadium, Tshwane/Pretoria         |                                                   |
| 20:00 · Historique des rencontres |           |       | 37e 43e Luís Fabiano · 45e (csc) Dossena | Spectateurs : 41 195 Arbitrage : Benito Archundia | Spectateurs : 41 195 Arbitrage : Benito Archundia |
| 20:00 · Historique des rencontres | (Rapport) |       |                                          | Spectateurs : 41 195 Arbitrage : Benito Archundia | Spectateurs : 41 195 Arbitrage : Benito Archundia |

| 21 juin 2009                      | Égypte    | 0 - 3 | États-Unis                             | Royal Bafokeng Stadium, Rustenburg              |                                                 |
| 20:00 · Historique des rencontres |           |       | 21e Davies · 63e Bradley · 71e Dempsey | Spectateurs : 23 140 Arbitrage : Michael Hester | Spectateurs : 23 140 Arbitrage : Michael Hester |
| 20:00 · Historique des rencontres | (Rapport) |       |                                        | Spectateurs : 23 140 Arbitrage : Michael Hester | Spectateurs : 23 140 Arbitrage : Michael Hester |

### Tableau final

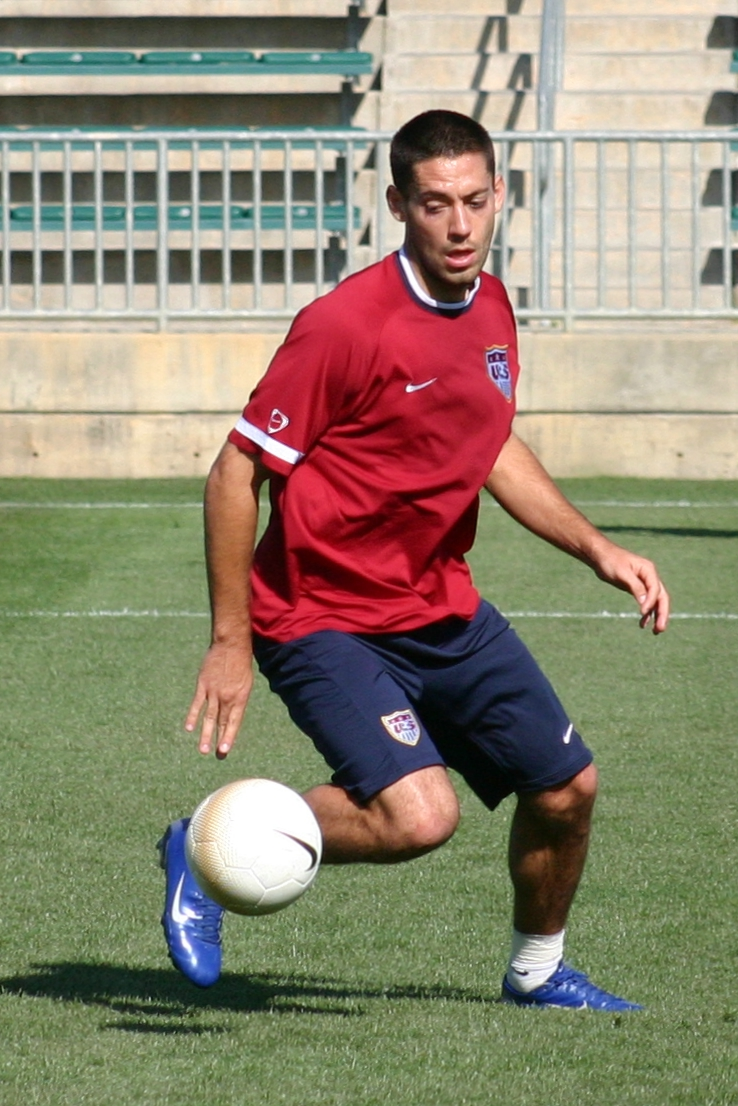
Clint Dempsey, buteur en demi-finale pour les États-Unis.

|  | Demi-finales                 | Demi-finales                |                        |   | Finale                       | Finale                       |
|  | Demi-finales                 | Demi-finales                |                        |   | Finale                       | Finale                       |
|  |                              |                             |                        |   |                              |                              |
|  | 24 juin 2009 à Bloemfontein  | 24 juin 2009 à Bloemfontein |                        |   | 28 juin 2009 à Johannesbourg | 28 juin 2009 à Johannesbourg |
|  | 24 juin 2009 à Bloemfontein  | 24 juin 2009 à Bloemfontein |                        |   | 28 juin 2009 à Johannesbourg | 28 juin 2009 à Johannesbourg |
|  | Espagne                      | 0                           |                        |   | 28 juin 2009 à Johannesbourg | 28 juin 2009 à Johannesbourg |
|  | Espagne                      | 0                           |                        |   | 28 juin 2009 à Johannesbourg | 28 juin 2009 à Johannesbourg |
|  | États-Unis                   | 2                           |                        |   | 28 juin 2009 à Johannesbourg | 28 juin 2009 à Johannesbourg |
|  | États-Unis                   | 2                           | États-Unis             | 2 |                              |                              |
|  | 25 juin 2009 à Johannesbourg |                             | États-Unis             | 2 |                              |                              |
|  |                              | Brésil                      | 3                      |   |                              |                              |
|  | Brésil                       | Brésil                      | 3                      | 1 |                              |                              |
|  | Brésil                       |                             |                        | 1 |                              |                              |
|  | Afrique du Sud               | 0                           |                        |   |                              |                              |
|  | Afrique du Sud               | 0                           | Match pour la 3e place |   |                              |                              |
|  |                              |                             |                        |   |                              |                              |
|  | 28 juin 2009 à Rustenburg    |                             |                        |   |                              |                              |
|  |                              |                             |                        |   |                              |                              |
|  | Espagne                      | 3                           |                        |   |                              |                              |
|  | Espagne                      | 3                           |                        |   |                              |                              |
|  | Afrique du Sud               | 2                           |                        |   |                              |                              |
|  | Afrique du Sud               | 2                           |                        |   |                              |                              |

#### Demi-finales
| 24 juin 2009                      | Espagne   | 0 - 2 | États-Unis                               | Free State Stadium, Mangaung/Bloemfontein        |                                                  |
| 20:00 · Historique des rencontres |           |       | 27e Altidore · 74e Dempsey · 86e Bradley | Spectateurs : 35 369 Arbitrage : Jorge Larrionda | Spectateurs : 35 369 Arbitrage : Jorge Larrionda |
| 20:00 · Historique des rencontres | (Rapport) |       |                                          | Spectateurs : 35 369 Arbitrage : Jorge Larrionda | Spectateurs : 35 369 Arbitrage : Jorge Larrionda |

| 25 juin 2009                      | Brésil    | 1 - 0 | Afrique du Sud | Ellis Park Stadium, Johannesbourg                |                                                  |
| 20:00 · Historique des rencontres | Alves 88e |       |                | Spectateurs : 48 049 Arbitrage : Massimo Busacca | Spectateurs : 48 049 Arbitrage : Massimo Busacca |
| 20:00 · Historique des rencontres | (Rapport) |       |                | Spectateurs : 48 049 Arbitrage : Massimo Busacca | Spectateurs : 48 049 Arbitrage : Massimo Busacca |

#### Match pour la troisième place
| 28 juin 2009                      | Espagne                          | 3 - 2 a. p. | Afrique du Sud   | Royal Bafokeng Stadium, Rustenburg              |                                                 |
| 15:00 · Historique des rencontres | Guïza 88e 89e · Xabi Alonso 107e |             | 73e 90+3e Mphela | Spectateurs : 31 788 Arbitrage : Matthew Breeze | Spectateurs : 31 788 Arbitrage : Matthew Breeze |
| 15:00 · Historique des rencontres | (Rapport)                        |             |                  | Spectateurs : 31 788 Arbitrage : Matthew Breeze | Spectateurs : 31 788 Arbitrage : Matthew Breeze |

#### Finale
| Dimanche 28 juin 2009                      | États-Unis                             | 2 - 3   | Brésil                                          | Ellis Park Stadium, Johannesbourg                                                                   | |
| 20 h 30 (SAST) · Historique des rencontres | Clint Dempsey 10e · Landon Donovan 27e | (2 - 0) | 46e Luís Fabiano · 74e Luís Fabiano · 84e Lúcio | Spectateurs : 52 291 Arbitrage : Martin Hansson Arbitres assistants : Henrik Andrén Fredrik Nilsson | Spectateurs : 52 291 Arbitrage : Martin Hansson Arbitres assistants : Henrik Andrén Fredrik Nilsson |
| 20 h 30 (SAST) · Historique des rencontres | Carlos Bocanegra 19e                   | Rapport | 25e Felipe Melo · 36e André Santos · 69e Lúcio  | Spectateurs : 52 291 Arbitrage : Martin Hansson Arbitres assistants : Henrik Andrén Fredrik Nilsson | Spectateurs : 52 291 Arbitrage : Martin Hansson Arbitres assistants : Henrik Andrén Fredrik Nilsson |

| États-Unis | Brésil |

| ÉTATS-UNIS :    |    |                     |       |     |
|                 |    |                     |       |     |
| Gardien de but  | 01 | 0Tim Howard         |       |     |
|                 | 21 | 0Jonathan Spector   |       |     |
|                 | 04 | 0Oguchi Onyewu      |       |     |
|                 | 15 | 0Jay DeMerit        |       |     |
|                 | 03 | 0Carlos Bocanegra   | 0 19e |     |
|                 | 13 | 0Ricardo Clark      |       | 88e |
|                 | 22 | 0Benny Feilhaber    |       | 75e |
|                 | 08 | 0Clint Dempsey      |       |     |
|                 | 10 | 0Landon Donovan     |       |     |
|                 | 17 | 0Jozy Altidore      |       | 75e |
|                 | 09 | 0Charlie Davies     |       |     |
| Remplaçants :   |    |                     |       |     |
|                 | 02 | 0Jonathan Bornstein |       | 75e |
|                 | 16 | 0Sacha Kljestan     |       | 75e |
|                 | 04 | 0Conor Casey        |       | 88e |
| Sélectionneur : |    |                     |       |     |
| Bob Bradley     |    |                     |       |     |

| BRÉSIL :        |    |                |       |       |
|                 |    |                |       |       |
| Gardien de but  | 01 | Júlio César    |       |       |
|                 | 02 | Maicon         |       |       |
|                 | 03 | Lúcio          | 0 69e |       |
|                 | 14 | Luisão         |       |       |
|                 | 16 | André Santos   | 0 36e | 0 66e |
|                 | 08 | Gilberto Silva |       |       |
|                 | 05 | Felipe Melo    | 0 25e |       |
|                 | 18 | Ramires        |       | 0 67e |
|                 | 10 | Kaká           |       |       |
|                 | 11 | Robinho        |       |       |
|                 | 09 | Luís Fabiano   |       |       |
| Remplaçants :   |    |                |       |       |
|                 | 13 | Dani Alves     |       | 0 66e |
|                 | 07 | Elano          |       | 0 67e |
| Sélectionneur : |    |                |       |       |
| Dunga           |    |                |       |       |

| Assistants : Henrik Andrén Fredrik Nilsson Quatrième arbitre : Benito Archundia Cinquième arbitre : Héctor Vergara (en) Homme du Match : Kaká |

## Statistiques

### Buteurs
| Pos | Joueur            | Pays           | Buts |
| --- | ----------------- | -------------- | ---- |
| 1   | Luís Fabiano      | Brésil         | 5    |
| 2   | Fernando Torres   | Espagne        | 3    |
| 2   | David Villa       | Espagne        | 3    |
| 2   | Clint Dempsey     | États-Unis     | 3    |
| 4   | Abel Mphela       | Afrique du Sud | 2    |
| 4   | Bernard Parker    | Afrique du Sud | 2    |
| 4   | Kaká              | Brésil         | 2    |
| 4   | Mohamed Zidan     | Égypte         | 2    |
| 4   | Daniel Güiza      | Espagne        | 2    |
| 4   | Landon Donovan    | États-Unis     | 2    |
| 4   | Giuseppe Rossi    | Italie         | 2    |
| 9   | Daniel Alves      | Brésil         | 1    |
| 9   | Juan              | Brésil         | 1    |
| 9   | Melo              | Brésil         | 1    |
| 9   | Lúcio             | Brésil         | 1    |
| 9   | Douglas Maicon    | Brésil         | 1    |
| 9   | Robinho           | Brésil         | 1    |
| 9   | Homos             | Égypte         | 1    |
| 9   | Mohamed Shawky    | Égypte         | 1    |
| 9   | Xabi Alonso       | Espagne        | 1    |
| 9   | Cesc Fàbregas     | Espagne        | 1    |
| 9   | Fernando Llorente | Espagne        | 1    |
| 9   | Jozy Altidore     | États-Unis     | 1    |
| 9   | Michael Bradley   | États-Unis     | 1    |
| 9   | Charlie Davies    | États-Unis     | 1    |
| 9   | Daniele De Rossi  | Italie         | 1    |

A marqué contre son camp : Andrea Dossena ( Italie) pour  Brésil

## Aspects économiques

### Primes
La FIFA verse une prime à chacune des huit équipes participantes. Les primes, d'un montant total de 11,35 millions d'euros, dépendent du classement final à la Coupe des confédérations et se répartissent comme suit :
| Prime de classement | Montant                |
| ------------------- | ---------------------- |
| Vainqueur           | 2,5 millions d'euros   |
| Finaliste           | 2 millions d'euros     |
| Troisième           | 1,75 million d'euros   |
| Quatrième           | 1,5 million d'euros    |
| Places 5 à 8        | 0,9 million d'euros    |
| Total               | 11,35 millions d'euros |

### Billets d'entrée
Les billets pour assister aux rencontres sont disponibles dans différentes catégories. Pour permettre au plus grand nombre de spectateurs sud-africains de voir des matchs, les prix des catégories basses restent modérés. Les prix sont fixés en dollars américains, et les billets de catégorie 4 et ceux vendus en Afrique du Sud sont vendus en rands, monnaie officielle du pays.
La vente des billets s'effectue tout d'abord en ligne par Internet. Comme la majorité des Sud-Africains n'a pas accès à Internet, des lieux de vente sont installés début mai 2009 à Johannesbourg, Pretoria, Bloemfontein et Rustenburg pour permettre aux supporters locaux d'acheter des billets.
Le taux de remplissage des stades reste néanmoins largement inférieur à la précédente édition de la Coupe des confédérations en Allemagne. Malgré la création des quatre lieux de vente, la procédure d'achat des billets d'entrée n'est pas adaptée aux habitudes des supporters sud-africains qui « achètent traditionnellement leurs places le jour même du match ». D'autre part, la compétition reste peu connue en Afrique du Sud.
| Rencontres             | Catégorie 1 | Catégorie 2 | Catégorie 3 | Catégorie 4 | Chaise roulante |
| ---------------------- | ----------- | ----------- | ----------- | ----------- | --------------- |
| Phase de groupes       | 100 $       | 50 $        | 30 $        | 10 $        | 10 $            |
| Demi-finales           | 120 $       | 75 $        | 50 $        | 20 $        | 20 $            |
| Match pour la 3e place | 100 $       | 50 $        | 30 $        | 10 $        | 10 $            |
| Finale                 | 200 $       | 100 $       | 60 $        | 30 $        | 30 $            |